# عبدالله الخیبری
عبدالله الخیبری (عربی: عبدالله الخيبري؛ زادهٔ ۱۶ اوت ۱۹۹۶) یک فوتبالیست حرفه ای اهل کشور عربستان که برای باشگاه باشگاه فوتبال النصر عربستان سعودی  در پست هافبک دفاعی بازی می کند. 